# Mai Thục (nhà báo)
Mai Thuc, Vietnamese writer and journalist
Nhà văn, nhà báo Mai Thục (tên khai sinh Mai Thị Thục, 15 tháng 3 năm 1950 - 24 tháng 6 năm 2018) được biết đến với những tác phẩm về lịch sử, văn hoá, và con người Việt Nam, đặc biệt về Hà Nội . Bà là Tổng biên tập Báo Phụ nữ Thủ đô từ năm 1995-2003, và sau này khi đã nghỉ hưu, tham gia phát triển và giảng dạy môn Văn hóa Hà Nội tại Đại học Thăng Long, Hà Nội.
Tự giới thiệu về mình, Mai Thục viết: "Văn dĩ tải Đạo. Tôi cầm bút cùng mọi người hành trình trên con đường Chân Thiện Mỹ." 

## Cuộc đời, Giáo dục, và Sự nghiệp
Mai Thục sinh tại Yên Phúc, Ý Yên, Nam Định ngày 15 tháng 3 năm 1950. Trong bối cảnh thời kháng chiến chống Pháp, tuy cha là bác sĩ, mẹ làm nội trợ, nhưng là con cả, bà bắt đầu theo học y tá để có thể đi làm sớm giúp gia đình. Trong những năm kháng chiến chống Mỹ, bà là y tá tại Bệnh viện Uông Bí (nay là bệnh viện Việt Nam-Thuỵ Điển, Uông Bí, Quảng Ninh) .
Từ năm 1975 đến đầu những năm 1980, bà làm việc tại Bộ Điện Than (nay là Bộ Công Thương) và theo học tại Khoa Ngữ văn, Đại học Tổng hợp Hà Nội (nay là Đại học Quốc gia Hà Nội). Luận văn tốt nghiệp của bà có tiêu đề "Ánh sáng và Bóng tối trong Tiểu thuyết Những người khốn khổ của Victor Hugo", do giáo sư Đỗ Đức Hiểu hướng dẫn.
Từ giữa những năm 1980, bà chuyển sang làm phóng viên, biên tập viên tại Báo Hà Nội Mới, sau đó nhận vị trí Phó ban Văn xã. Cùng với đồng nghiệp, bà là những người đầu tiên gây dựng tờ báo Hà Nội Mới Chủ nhật, một ấn phẩm mới của báo Hà Nội Mới .
Năm 1994 Mai Thục là Phó Tổng Biên tập, và một năm sau là Tổng Biên tập báo Phụ nữ Thủ đô (Hội Liên hiệp Phụ nữ Việt Nam) cho đến khi nghỉ hưu năm 2003. Trong thời gian 10 năm tại đây, bà được biết đến là một người lãnh đạo quyết đoán, nhiệt tâm, đấu tranh cho công bằng xã hội, trong đó có bình đẳng giới. Bà phát triển Quỹ "Vì Phụ nữ và trẻ em hoạn nạn". Trong một cuộc phỏng vấn, bà nói để có vị thế ngày một cao hơn trong xã hội, trước tiên mỗi người phụ nữ phải biết tự bảo vệ bằng cách nâng cao bản lĩnh, tri thức, hiểu biết của chính mình. Nhà báo Mai Thục cũng nhận thấy rằng trách nhiệm của các tờ báo phụ nữ là phải dẫn đường, bảo vệ họ .
Năm 2000, bà được mời tham gia Chương trình trao đổi Lãnh đạo quốc tế của Bộ Ngoại giao Hoa Kỳ (International Visitor Leadership Program, IVLP).
Trong những năm sau này, bận rộn với vai trò người vợ, người mẹ, người bà, Mai Thục vẫn tích cực hoạt động xã hội, viết và xuất bản sách, với tâm thế an nhiên, vô thường. Bà xuất bản tiểu thuyết, truyện ngắn mới, tham gia viết cho các báo, Giáo hội Phật giáo Việt Nam, và một số tổ chức Phi chính phủ, tham gia giảng dạy tại Trường Đại học Thăng Long, Hà Nội . 
Mai Thục mất ngày 24 tháng 6 năm 2018 tại Hà Nội.

## Tác phẩm
Di sản báo chí của Mai Thục bao gồm hàng trăm bài báo đăng tải. Là một Nhà báo, các phóng sự, ký sự của bà cất tiếng nói chân thực và can đảm, bảo vệ lẽ phải, người yếu thế, chống bất công, vì công bằng xã hội. Bà từng nhận được nhiều giải thưởng báo chí của Hội nhà báo Việt Nam và Hội nhà báo Hà Nội. 
Là một Nhà văn, bà để lại nhiều tác phẩm văn chương gồm thơ, truyện ngắn, tiểu thuyết. Sách của bà hiện được lưu giữ và có thể được truy cập tại nhiều thư viện trên thế giới .
Nhiều cuốn sách của bà được tái bản nhiều lần. Trong số đó, nổi tiếng nhất là tác phẩm Tinh hoa Hà Nội, là "sự toả hương sức sống của một Hà Nội bình dân và một Hà Nội bác học, tiếp nối với một Hà Nội văn hiến, trong cuộc gặp gỡ đầy ngẫu hứng giữa tác giả và những con người đang sống giữa phố phường Hà Nội hôm nay" . Những bài ký trong tác phẩm được ví như những bài thơ về Hà Nội - "Thơ, bởi những âm điệu của nhiều câu đầy âm vang; thơ, bởi ở nhiều bài có những tương ứng giữa màu sắc, âm thanh, hương thơm, vị ngọt ngào, ánh sáng, để lại những rung động trong lòng người đọc; thơ, bởi nó nói lên tâm linh, cái bí ẩn, cái linh thiêng của vũ trụ Đất, Trời, con người, thấm nhuần triết học phương Đông, phương Đông của trực giác, của lòng yêu thương, của tình yêu hiền hoà, đầy nhân ái". 
Năm 2001, một bộ phim tài liệu về cuộc đời Mai Thục và các tác phẩm của bà được Đài Truyền hình Việt Nam sản xuất và công chiếu trong chương trình "Văn nghệ Chủ nhật" . 
Năm 2004, tiểu thuyết lịch sử Vương miện lưu đày  được trao giải B Giải thưởng Văn học nghệ thuật Quốc gia của Liên hiệp các Hội Văn học Nghệ thuật Việt Nam.
Điển tích Văn học (sách chuyên khảo, in chung cùng Đỗ Đức Hiểu), NXB Khoa học xã hội, 1990. Tái bản NXB Văn học, 2006.
Hà Nội sắc hương, (Tản văn báo chí), NXB Hội nhà văn, 1994. Tái bản NXB Văn hóa Thông tin, 2004.
Hương đất Hà Thành, (Tản văn báo chí), NXB Lao Động, 1996. Tái bản NXB Văn hóa Thông tin, 2004.
Đi tìm miền thương nhớ, (Tản văn báo chí), NXB Lao Động, 1998.
Tinh Hoa Hà Nội, (Tản văn báo chí), NXB Văn hóa Thông tin, 1998. Tái bản có bổ sung năm 2000, 2004, 2006.
Chuyển kiếp (Tập truyện ngắn), NXB Hội Nhà văn, 2000.
Còn tình yêu ở lại, (Tiểu thuyết), NXB Hội Nhà văn 2001. Tái bản NXB Thanh Niên 2006.
Vương miện lưu đày, (Tiểu thuyết lịch sử), NXB Văn hóa Thông tin, 2004. 
Tác phẩm được Ủy ban Toàn quốc, Liên hiệp các Hội Văn học-Nghệ thuật Việt Nam tặng giải B năm 2004.
Mây trắng tình yêu (Tiểu thuyết lịch sử). Paris: Việt Văn mới (French-Viet Literary Group), 2005. Link
Lệ Chi Viên (Tiểu thuyết), NXB Văn hóa Thông tin, 2010.
Những chuyện tình lịch sử (Tập truyện ngắn), NXB Phụ nữ, 2011.
Đi Tìm Tổ Tiên Việt (Sách nghiên cứu - chuyên khảo), NXB Văn hóa Thông tin, 2014.